# Plesiomma atrum
Plesiomma atrum là một loài ruồi trong họ Asilidae. Plesiomma atrum được Bromley miêu tả năm 1929. Loài này phân bố ở vùng Tân nhiệt đới.